# Деценија (албум групе Мортал комбат)
Деценија је четврти студијски албум београдског бенда, Мортал комбата. Објављен је 2019. године, а на њему се налази 12 песама.

## О албуму
Према ранијој најави, албум је објављен 17. фебруара 2019. Као и за све претходне, омогућено је бесплатно преузимање албума са званичне интернет презентације бенда, а нешто касније и куповина у физичкој форми. Продукцију, микс и мастеринг урадио је Милош Михајловић, албум је снимљен у студију Blaze, а издавач је Hardwired Records. Састав бенда на албуму чинили су Милош Кричковић (вокал), Филип Дамјановић и Срђан Ранисављевић (гитаре), Милош Георгијевић (бас гитара) и Стефан Џелетовић (бубњеви). Трајање свих песама укупно је 42 минута и 34 секунде. Назив деценија има симболично значење и односи се на 10 година постојања бенда, као и на десети Антиевровизијски концерт, који је група заказала за 18. мај 2019. у Хали спортова „Ранко Жеравица“.
Друга песма са албума посвећена је независној медијској продукцији Балкан инфо и њеном оснивачу Теши Тешановићу. Милош Кричковић и Милош Георгијевић су поводом тога гостовали у емисији те куће код Александра Павковића, а том приликом најављен је и спот за песму. Спот за ту песму објављен је 12. маја исте године.